# Campeonato Mundial de Atletismo de 2013 - 800 m feminino
A prova dos 800 metros feminino do Campeonato Mundial de Atletismo de 2013 foi disputada entre 15 e 18 de agosto no Estádio Lujniki, em Moscou. 

## Recordes
Antes desta competição, os recordes mundiais e do campeonato nesta prova eram os seguintes:
| Tipo                  | Atleta                | Tempo   | Local    | Data                | Ref |
| --------------------- | --------------------- | ------- | -------- | ------------------- | --- |
|                       | Jarmila Kratochvílová | 1:53:28 | Munique  | 26 de julho de 1983 | ver |
| Recorde do campeonato | Jarmila Kratochvílová | 1:54:68 | Helsinki | 9 de agosto de 1983 | ver |

## Medalhistas
| Ouro             | Prata                 | Bronze                       |
| Eunice Sum (KEN) | Brenda Martinez (USA) | Alysia Johnson-Montaño (USA) |

## Cronograma
| Data         | Hora  | Evento    |
| ------------ | ----- | --------- |
| 15 de agosto | 9:55  | Baterias  |
| 16 de agosto | 20:15 | Semifinal |
| 18 de agosto | 17:50 | Final     |

Todos os horários são horas locais (UTC +4)

## Resultados

### Baterias
Qualificação: Os 3 de cada bateria (Q) e os 4 mais rápidos (q) avançam para a semifinal. 
| Classificação | Bateria | Faixa | Nome                    | Nacionalidade             | Tempo   | Notas      |
| ------------- | ------- | ----- | ----------------------- | ------------------------- | ------- | ---------- |
| 1             | 1       | 5     | Brenda Martinez         | Estados Unidos            | 1:59.39 | Q          |
| 2             | 1       | 3     | Marilyn Okoro           | Grã-Bretanha              | 1:59.43 | Q, SB      |
| 3             | 2       | 3     | Alysia Johnson-Montaño  | Estados Unidos            | 1:59.47 | Q          |
| 4             | 1       | 2     | Winny Chebet            | Quênia                    | 1:59.58 | q. SB      |
| 5             | 2       | 6     | Nataliia Lupu           | Ucrânia                   | 1:59.59 | Q, SB      |
| 6             | 1       | 4     | Maryna Arzamasava       | Bielorrússia              | 1:59.60 | q, SB      |
| 7             | 3       | 5     | Malika Akkaoui          | Marrocos                  | 1:59.63 | Q          |
| 8             | 3       | 8     | Ekaterina Poistogova    | Rússia                    | 1:59.90 | Q          |
| 9             | 3       | 7     | Ajee Wilson             | Estados Unidos            | 2:00.00 | Q          |
| 10            | 2       | 7     | Halima Hachlaf          | Marrocos                  | 2:00.04 | Q          |
| 11            | 3       | 1     | Rose Mary Almanza       | Cuba                      | 2:00.27 | q          |
| 12            | 3       | 4     | Lenka Masná             | Chéquia                   | 2:00.31 | q, SB      |
| 13            | 4       | 6     | Eunice Jepkoech Sum     | Quênia                    | 2:00.49 | Q          |
| 14            | 4       | 3     | Elena Kotulskaya        | Rússia                    | 2:00.50 | Q          |
| 15            | 2       | 2     | Angela Smit             | Nova Zelândia             | 2:00.60 |            |
| 16            | 4       | 2     | Laura Muir              | Grã-Bretanha              | 2:00.80 | Q, PB      |
| 17            | 3       | 3     | Natoya Goule            | Jamaica                   | 2:00.93 |            |
| 18            | 3       | 2     | Olha Lyakhova           | Ucrânia                   | 2:00.98 |            |
| 19            | 4       | 1     | Fantu Magiso            | Etiópia                   | 2:01.11 |            |
| 20            | 2       | 5     | Jessica Judd            | Grã-Bretanha              | 2:01.48 |            |
| 21            | 4       | 4     | Kelly Hetherington      | Austrália                 | 2:01.57 |            |
| 22            | 4       | 7     | Melissa Bishop          | Canadá                    | 2:01.91 |            |
| 23            | 2       | 8     | Wang Chunyu             | China                     | 2:02.05 | SB         |
| 24            | 2       | 4     | Roseanne Galligan       | Irlanda                   | 2:02.05 |            |
| 25            | 4       | 8     | Margarita Mukasheva     | Cazaquistão               | 2:02.06 |            |
| 26            | 1       | 7     | Marta Milani            | Itália                    | 2:02.41 |            |
| 27            | 1       | 1     | Karine Belleau-Béliveau | Canadá                    | 2:02.93 |            |
| 28            | 2       | 1     | Marina Pospelova        | Rússia                    | 2:03.42 |            |
| 29            | 1       | 8     | Eglė Balčiūnaitė        | Lituânia                  | 2:08.77 |            |
| 30            | 4       | 5     | Elena Mirela Lavric     | Roménia                   | 2:10.37 |            |
| 31            | 3       | 6     | Elisabeth Mandaba       | República Centro-Africana | 2:14.35 | SB         |
| —             | 1       | 6     | Mariya Savinova         | Rússia                    | 1:59.44 | DSQ Doping |

### Semifinal
Qualificação: Os 3 de cada bateria (Q) e os 2 mais rápidos (q) avançam para a final. 
| Classificação | Bateria | Faixa | Nome                   | Nacionalidade  | Tempo   | Notas      |
| ------------- | ------- | ----- | ---------------------- | -------------- | ------- | ---------- |
| 1             | 1       | 4     | Alysia Johnson-Montaño | Estados Unidos | 1:58.92 | Q          |
| 2             | 1       | 5     | Brenda Martinez        | Estados Unidos | 1:59.03 | Q          |
| 3             | 1       | 8     | Nataliia Lupu          | Ucrânia        | 1:59.43 | Q, SB      |
| 4             | 1       | 3     | Ekaterina Poistogova   | Rússia         | 1:59.48 | q          |
| 5             | 1       | 1     | Lenka Masná            | Chéquia        | 1:59.56 | q, PB      |
| 6             | 1       | 6     | Halima Hachlaf         | Marrocos       | 2:00.55 |            |
| 7             | 2       | 2     | Eunice Jepkoech Sum    | Quênia         | 2:00.70 | Q          |
| 8             | 1       | 2     | Laura Muir             | Grã-Bretanha   | 2:00.83 |            |
| 9             | 2       | 7     | Ajee Wilson            | Estados Unidos | 2:00.90 | Q          |
| 10            | 2       | 1     | Rose Mary Almanza      | Cuba           | 2:00.98 |            |
| 11            | 1       | 7     | Winny Chebet           | Quênia         | 2:01.04 |            |
| 12            | 2       | 8     | Maryna Arzamasava      | Bielorrússia   | 2:01.19 |            |
| 13            | 2       | 5     | Elena Kotulskaya       | Rússia         | 2:01.75 |            |
| 14            | 2       | 4     | Marilyn Okoro          | Grã-Bretanha   | 2:02.26 |            |
| 15            | 2       | 3     | Malika Akkaoui         | Marrocos       | 2:02.29 |            |
| —             | 2       | 6     | Mariya Savinova        | Rússia         | 2:00.73 | DSQ Doping |

### Final
A final foi iniciada às 17:50. 
| Classificação     | Faixa | Nome                   | Nacionalidade  | Tempo   | Notas      |
| ----------------- | ----- | ---------------------- | -------------- | ------- | ---------- |
| Medalha de ouro   | 2     | Eunice Jepkoech Sum    | Quênia         | 1:57.38 | PB         |
| Medalha de prata  | 5     | Brenda Martinez        | Estados Unidos | 1:57.91 | PB         |
| Medalha de bronze | 3     | Alysia Johnson-Montaño | Estados Unidos | 1:57.95 |            |
| 4                 | 4     | Ekaterina Poistogova   | Rússia         | 1:58.05 | SB         |
| 5                 | 8     | Ajee Wilson            | Estados Unidos | 1:58.21 | PB         |
| 6                 | 7     | Nataliia Lupu          | Ucrânia        | 1:59.79 |            |
| 7                 | 1     | Lenka Masná            | Chéquia        | 2:00.59 |            |
| n/a               | 6     | Mariya Savinova        | Rússia         | 1:57.80 | DSQ Doping |

Legenda
| Recorde mundial       | Recorde mundial (World record)               |                       | Recorde africano                      | Recorde africano (African) |                                           | Q | Classificado por posição (Qualified) |
| Recorde do campeonato | Recorde do campeonato (Championship record)  | Recorde da América    | Recorde da América (Americas)         | q                          | Classificado por melhor tempo (Qualified) |   |                                      |
| Melhor marca do ano   | Melhor marca do ano (World leading)          | Recorde asiático      | Recorde asiático (Asian)              | DNS                        | Não largou (Did not start)                |   |                                      |
| Recorde nacional      | Recorde nacional (National record)           | Recorde europeu       | Recorde europeu (European)            | DNF                        | Não terminou (Did not finish)             |   |                                      |
| Recorde pessoal       | Recorde pessoal do atleta (Personal best)    | Recorde da Oceania    | Recorde da Oceania (Oceania)          | DSQ / DQ                   | Desclassificado (Disqualified)            |   |                                      |
| Recorde da temporada  | Recorde da temporada do atleta (Season best) | Recorde sul-americano | Recorde sul-americano (South America) | NM                         | Sem marca (No mark)                       |   |                                      |